# Aszułuk (poligon wojskowy)
Aszułuk (ros. Ашулук) – poligon wojskowy (ośrodek szkoleniowy) Sił Zbrojnych Federacji Rosyjskiej.
Poligon znajduje się w obwodzie astrachańskim na wschód od stacji kolejowej Aszułuk, na granicy z Kazachstanem. Poligon przeznaczony do testowania przeciwlotniczej broni rakietowej sił obrony powietrznej i prowadzenia ćwiczeń wojskowych z użyciem tej broni.
Oficjalna nazwa ośrodka w języku rosyjskim 185-й Центр боевого применения и боевого предназначения ВКС (185 ЦБП и БПр ВКС) – 185. Centrum Wykorzystania Bojowego i Misji Sił Powietrzno-Kosmicznych. Wcześniej – 42-й учебный центр боевой подготовки зенитно-ракетных войск (42 УЦБП ЗРВ) – 42. Ośrodek Szkolenia Bojowego Wojsk Rakietowych i Przeciwlotniczych.

## Historia
Ośrodek szkoleniowo-badawczy do walki z użyciem przeciwlotniczych sił rakietowych obrony powietrznej (poligon Aszułuk) został powołany do życia 25 maja 1960 r. zarządzeniem Sztabu Generalnego Sił Zbrojnych ZSRR. 1 czerwca 1960 r. poligon rozpoczął oficjalną działalność. Zarządzeniem Ministra Obrony ZSRR z 24 marca 1961 r. dla upamiętnienia powstania jednostki ustanowiono doroczne święto poligonu na dzień 1 czerwca.
W czasach sowieckich poligon testowy znajdował się na terenie dwóch republik - Rosyjskiej SRR i Kazachskiej SRR. Przydzielony obszar o wymiarach 120x38 km znajduje się całkowicie w regionie Astrachania, a druga jego część pozostała poza granicami współczesnej Rosji. Aby zapewnić bezproblemowe prowadzenie ostrzału bojowego, wprowadzono dodatkową strefę bezpieczeństwa o łącznej powierzchni 20 650 ha. Poligon jest wyposażony w sprzęt radarowy, telemetryczny i optyczny. Na poligonie znajduje się lotnisko Aszułuk. Na poligonie regularnie ćwiczą przeciwlotnicze siły rakietowe obrony przeciwlotniczej Sił Zbrojnych Rosji i krajów WNP (Kazachstan, Armenia i inne).
W latach 60. 70. i 80. XX wieku na poligonie ćwiczyły również polskie dywizjony rakietowe Obrony Powietrznej m.in. z 4 Brygady Artylerii OPK, 26 Brygady Artylerii OPK, 13 Dywizji Artylerii OPK, 1 Dywizji Artylerii Przeciwlotniczej OPK

## Incydenty
- 23 sierpnia 2011 roku na poligonie Aszułuk doszło do samoczynnego zapłonu silników 3 rakiet Grad i wybuchu. Zginęło 6 żołnierzy, a 12 zostało rannych[2].
- 24 maja 2012 roku zapalił się samochód KamAZ, w wyniku czego eksplodowało ponad sto skrzyń z amunicją. Nie było ofiar[3].
- 14 sierpnia 2013 r. na poligonie w wyniku wybuchu pocisku zginęło 2 poborowych[4].
- 20 czerwca 2016 zapalił się silnik rakiety-celu, co wywołało pożar w magazynie z częściami zamiennymi rakiet. 600 osób zostało ewakuowanych ze strefy zagrożenia[5].